# Filippo Giacomo Novaro
Giacomo Filippo Novaro (Diano Serreta, 1º maggio 1843 – Diano Marina, 5 settembre 1934) è stato un chirurgo italiano, nominato senatore del Regno d'Italia nel 1908 per meriti scientifici.

## Biografia
Era il figlio di Nicola, agricoltore, e di Teresa Fiori.
Laureato in medicina a Torino, si dedicò alla carriera accademica dapprima all'Università di Torino, fu poi ordinario di Clinica chirurgica operatoria a Siena (1885-1890), dove nel biennio 1889-1890 fu preside della Facoltà di medicina e chirurgia; successivamente all'Università di Bologna (1890-1898) e infine all'Università di Genova fino al 28 luglio 1918, data del collocamento a riposo. Mise a punto e descrisse nuove procedure operatorie; particolarmente importanti quelle eseguite sullo stomaco. Scrisse lavori importanti per l'epoca.
Per i suoi meriti di studioso fu socio di numerose associazioni, fra cui l'Accademia Reale di Torino, e istituzioni (Consiglio superiore della Pubblica Istruzione e soprattutto Senato del Regno).